# Edelsteentherapie
Edelsteentherapie, het gebruik van edelstenen om allerlei kwaaltjes te behandelen bestaat al eeuwen. Deze vorm van therapie wordt slechts door een beperkte groep personen uitgeoefend. Dat de effectiviteit van edelsteentherapie het placeboeffect ontstijgt is niet aangetoond en ook niet plausibel.

## Gebruik
Men kan edelstenen in verschillende vormen gebruiken:
- Knuffelstenen: dit zijn kleine edelstenen (of halfedelstenen of mineralen) die getrommeld zijn, zodat er geen scherpe randen meer aan zitten. Om die reden worden ze ook wel trommelstenen genoemd. Deze stenen kunnen in broekzakken, portefeuilles of aan een ketting worden gedragen of onder het hoofdkussen worden gelegd.
- Stenen in hun ruwe vorm: meestal worden de grotere, ongeslepen exemplaren, in huis geplaatst.
- Kristalwater: water waar een steen een tijd in heeft gelegen. Als de steen een nacht in het water blijft liggen, zou het water de trillingsenergie van de steen overnemen. Het regelmatig drinken van dit water zou hetzelfde effect hebben als het dragen van de steen.

Dit zijn de wellicht meest bekende methodes. Verder worden edelstenen ook gebruikt bij pendelen.